# Julien Varlet
Julien Varlet (Cambrai, 8 de septiembre de 1977) es un extenista profesional francés.
Varlet participó en individuales en tres Grand Slams disputando en todos sus partidos los cinco sets. Perdió contra Mark Philippoussis en la primera ronda del Roland Garros de 2002, a pesar de llevarse los dos primeros sets. En el Abierto de Australia de 2003 fue derrota en cinco sets ante el chileno y cabeza de serie número 13 Fernando González. En el Roland Garros de 2003 nuevamente desperdició una ventaja de dos sets al perder ante el cabeza de serie Jarkko Nieminen en segunda roda después de haber ganador en primera ronda al danés Kenneth Carlsen.
Jugó también en partidos de dobles y mixtos el Roland Garros de 2002. Bob y Mike Bryan resultó demasiado bueno para él y Olivier Patience en la primera ronda de dobles masculinos, pero en dobles mixtos pudo llegar a la segunda ronda, con su compañera Alexandra Fusai.
El francés fue cuartofinalista en el Torneo de Milan que fue su mejor resultado en el ATP Tour e incluyó victorias sobre dos jugadores top 50, Feliciano López y Xavier Malisse. Lo hizo mejor en dobles masculinos en el Roland Garros de 2003 con Thierry Ascione. La pareja derrotó a los eslovacos Karol Beck y Karol Kučera en la primera ronda para perder ante Mahesh Bhupathi y Max Mirnyi.